# Tubiola
Tubiola is een geslacht van weekdieren uit de klasse van de Gastropoda (slakken).

## Soorten
- Tubiola cornuella (A. Adams, 1860)
- Tubiola nivea (Gmelin, 1791)
- Tubiola subdisjuncta (H. Adams, 1868)